# Du snöda värld, farväl
Du snöda värld, farväl är en gammal psalm i tolv verser av Heinrich Müller enligt 1819 års psalmbok men av "okänd tysk författare" i 1937 års psalmbok. En svensk översättning skedde 1678 och psalmen bearbetades senare av Johan Olof Wallin 1816. 
Psalmen inleds 1695 med orden:
Tu snöda werld farwäl
Til Himlen far min siäl
Enligt 1697 års koralbok används inte melodin till någon annan psalm, men i 1937 års psalmbok skall psalmen sjungas till melodin från 1574 för Gläd dig, du Kristi brud (1937 nr 41). Den finns nedtecknad i Schöne kurzweilige teutsche Lieder, som från början är profana kompositioner som 1574 bearbetades till koraler för kyrkligt bruk.
|  |
|  |

## Publicerad som
- Nr 273 i 1695 års psalmbok under rubriken "Om Werldens Wäsende, Fåfängelighet och Föracht".
- Nr 458 i 1819 års psalmbok under rubriken "Med avseende på de yttersta tingen: Längtan till det himmelska och eviga vid betraktandet av världens fåfänglighet och onda väsende".
- Nr 550 i 1937 års psalmbok under rubriken "Det kristna hoppet inför döden".